# Georgetown (condado de Allen)
Georgetown es un área no incorporada ubicada en el condado de Allen en el estado estadounidense de Indiana.

## Geografía
Georgetown se encuentra ubicada en las coordenadas 41°13′55″N 84°51′56″O / 41.23194, -84.86556.